# Jo Simons
J.J.M. “Jo” Simons (Pey, 1938 – 2025) was een Nederlands politicus van de KVP en later het CDA.
Hij was gemeentesecretaris van Linne voor hij in september 1976 benoemd werd tot burgemeester van Broekhuizen. In 1985 volgde zijn benoeming tot burgemeester van de gemeente Heel en Panheel en vanaf 1986 was hij tevens burgemeester van Beegden. Na de fusie van de gemeenten Heel en Panheel, Beegden en Wessem tot de gemeente Heel, werd Simons burgemeester van deze fusiegemeente wat hij tot zijn vervroegde pensionering in 1995 zou blijven.
Simons werd bij zijn afscheid benoemd tot Ridder in de Orde van Oranje Nassau. 
Simons overleed in 2025 op 86-jarige leeftijd.